# Mallada ignitus
Mallada ignitus är en insektsart som först beskrevs av Navás 1910.  Mallada ignitus ingår i släktet Mallada och familjen guldögonsländor. Inga underarter finns listade i Catalogue of Life.